# Myomimus
Myomimus là một chi động vật có vú trong họ Gliridae, bộ Gặm nhấm. Chi này được Ognev miêu tả năm 1924. Loài điển hình của chi này là Myomimus personatus Ognev, 1924.

## Các loài
Chi này gồm các loài: